# Sârbi (Vâlcea)
Sârbi ist ein rumänisches Dorf im Kreis Vâlcea. Es gehört zur Gemeinde Șușani und liegt auf einer Höhe von etwa 220 Metern über dem Meeresspiegel. Der Name des Dorfes Sârbi ist bedeutungsgleich mit der rumänischen Bezeichnung für die Serben.